# Universidad Industrial de Santander
La Universidad Industrial de Santander (UIS) es una universidad pública colombiana, creada el 22 de junio de 1944 por ordenanza, sujeta a inspección y vigilancia por medio de la Ley 1740 de 2014 y la Ley 30 de 1992 del Ministerio de Educación de Colombia. Inició labores académicas el 1 de marzo de 1948 y tiene su sede principal en la ciudad de Bucaramanga, capital del departamento de Santander.
En el área metropolitana de Bucaramanga cuenta con el Campus Central (ciudadela universitaria), la Facultad de Salud (junto al Hospital Universitario de Santander), la Sede Bucarica (en el centro de Bucaramanga), la Sede Guatiguará (en Piedecuesta) y la Sede de Floridablanca. Dispone también de sedes regionales en los municipios de Barbosa, Barrancabermeja, Málaga y Socorro. Además, cuenta con una oficina en Bogotá.
La universidad recibió la acreditación institucional del CNA el 3 de junio de 2005 por un período de ocho años y fue reacreditada como institución de alta calidad el 24 de abril de 2014, mediante la Resolución 5775 del Ministerio de Educación Nacional de Colombia. La acreditación fue renovada en 2022 por 10 años más, a través de la Resolución 014043 del 19 de julio de 2022 de la misma entidad.

## Historia
La UIS fue fundada el 1 de marzo de 1948 en Bucaramanga, como respuesta a la necesidad de modernización educativa e industrial en el departamento de Santander. Su creación tuvo lugar en un contexto regional afectado por las secuelas de la guerra de los Mil Días (1899–1902) y un periodo de estancamiento económico en las primeras décadas del siglo XX. Instituciones precursoras como el Colegio de Santander (1936) y el Instituto Industrial Dámaso Zapata (1941) aportaron las bases técnicas para su consolidación. La universidad inició actividades académicas con tres programas de ingeniería —Ingeniería Mecánica, Ingeniería Eléctrica e Ingeniería Química— bajo la rectoría de Nicanor Pinzón Neira, y con el apoyo de docentes europeos exiliados tras la Segunda Guerra Mundial, entre ellos los alemanes Ernst Massar, Federico Mamitza y Jacob Seib, y los italianos Guido Burzzi y Francesco Cozza.
Durante las décadas siguientes, la institución consolidó su expansión académica e infraestructura. En 1954 se trasladó a su sede actual, la Ciudad Universitaria, y amplió su oferta con programas como Ingeniería Metalúrgica e Ingeniería de Petróleos, respondiendo al contexto nacional tras la reversión de la Concesión de Mares en 1951. La década de 1960 marcó un hito con la fusión de la Universidad Femenina, lo cual permitió crear la Facultad de Ciencias de la Salud y ofrecer programas como Medicina, Enfermería, Bacteriología, Fisioterapia y Trabajo Social (1967).
Durante la rectoría de Rodolfo Low Maus (1957–1962), se creó el Instituto de Investigaciones Científicas con apoyo de la UNESCO, Ecopetrol y organizaciones internacionales, afianzando la vocación investigativa de la universidad. Posteriormente, se desarrollaron programas como Ingeniería de Sistemas (1970), Licenciatura en Matemáticas y Licenciatura en Biología (1973), entre otros.
En las décadas finales del siglo XX, la universidad continuó su diversificación académica con nuevos programas como Geología (1982), Física (1983) y Diseño Industrial (1985), y emprendió reformas administrativas en el marco de la Ley 30 de 1992. Este periodo incluyó la creación del auditorio Luis A. Calvo y el inicio formal de los procesos de acreditación de calidad.
En el siglo XXI, la UIS ha fortalecido su posición como una de las principales universidades públicas del país. Ha impulsado proyectos como el Parque Tecnológico Guatiguará y el Campo Escuela Colorado, en alianza con Ecopetrol, y ha expandido su presencia mediante sedes regionales en Barbosa, Barrancabermeja, Málaga, Socorro, Floridablanca y oficinas en Bogotá. La institución ha sido reconocida con acreditación institucional de alta calidad por parte del CNA en 2005 y 2014, y obtuvo una nueva reacreditación en 2022 por diez años, mediante la Resolución 014043 del 19 de julio de 2022 del Ministerio de Educación Nacional de Colombia. La universidad cuenta con más de 50 patentes registradas y 98 grupos de investigación reconocidos por MinCiencias, lo que refleja su compromiso con la excelencia académica y el desarrollo regional.

## Organización institucional
La Universidad Industrial de Santander es una institución universitaria autónoma de servicio público, organizada como un establecimiento público del orden departamental, con personería jurídica y con autonomía académica, administrativa y financiera, conforme con la Constitución y las leyes nacionales. Está vinculada al Ministerio de Educación Nacional y posee un régimen especial que le permite autogestionar sus recursos y funciones en el marco de su misión educativa y científica.
La organización institucional de la universidad está definida en su Estatuto General, actualmente en proceso de reforma desde 2024 con el objetivo de modernizar los mecanismos de gobierno universitario. Los cambios propuestos incluyen la modificación en la composición de los órganos directivos, el fortalecimiento de la participación estudiantil y la actualización de los procesos electorales internos.

### Órganos de gobierno
La universidad se rige por una estructura de gobierno colegiada compuesta por órganos como el Consejo Superior Universitario, el Consejo Académico y la Rectoría.
El Consejo Superior Universitario es el máximo órgano de dirección institucional. Está integrado por el gobernador de Santander, quien lo preside; el ministro de Educación Nacional o su delegado; un representante del Presidente de la República; un decano elegido por el Consejo Académico; un profesor asociado o titular electo por sus pares; un estudiante regular de últimos semestres; un representante del sector productivo; un egresado con al menos cinco años de experiencia profesional; un exrector de la UIS; y el rector en ejercicio, quien participa con voz pero sin voto. Entre sus funciones se encuentran la definición de políticas institucionales, la aprobación del presupuesto, la modificación de estatutos y la designación del rector. Se reúne mensualmente por convocatoria del gobernador o del rector.
El Consejo Académico, como máxima autoridad académica, está integrado por el rector (quien lo preside), los vicerrectores Académico, Administrativo y de Investigación, los decanos de facultad, un representante de los directores de escuela, un profesor asociado o titular electo por sus pares y un estudiante regular. Este consejo se encarga de aprobar programas académicos, organizar procesos de acreditación y formular políticas educativas para su presentación al Consejo Superior. Se reúne al menos dos veces al mes.
La Rectoría es la máxima autoridad ejecutiva de la universidad. El rector es designado por el Consejo Superior para un periodo de tres años, con posibilidad de reelección. Para postularse al cargo, se requiere título universitario, experiencia docente o directiva, al menos cinco años de experiencia profesional y aportes reconocidos al ámbito académico o científico. Entre sus funciones están la representación legal de la universidad, la ejecución presupuestal, el nombramiento de decanos y la dirección general de la institución. El rector puede delegar funciones en los vicerrectores. Entre los rectores destacados se encuentra Rodolfo Low Maus, quien entre 1957 y 1962 promovió importantes reformas académicas y vínculos internacionales con organizaciones como la UNESCO.

### Facultades y Escuelas
La universidad estructura su quehacer académico en torno a cinco facultades: Ingenierías Fisicomecánicas, Ingenierías Fisicoquímicas, Ciencias, Salud y Ciencias Humanas. Estas facultades agrupan áreas del conocimiento afines y concentran las actividades de docencia, investigación y extensión.
Cada facultad funciona como una unidad académica y administrativa, dirigida por un decano y el respectivo Consejo de Facultad. Además, cuenta con un director de Investigación y Extensión encargado de coordinar estas funciones. Dentro de las facultades operan diversas Escuelas que ofrecen programas de pregrado, posgrado y desarrollan proyectos con impacto social. Estas Escuelas están lideradas por un director y asesoradas por un consejo académico.
Los Departamentos, por su parte, son unidades de apoyo académico dependientes de una Facultad o Escuela, encargadas de ejecutar funciones específicas en docencia, investigación y extensión. Se destacan por no ofrecer programas de pregrado sino, exclusivamente, de posgrado. Ejemplos de estos son el Departamento de Deportes, adscrito a la Facultad de Ciencias Humanas, y los departamentos especializados dentro de la Escuela de Medicina, como Cirugía, Ginecobstetricia, Pediatría y Salud Pública.
Complementariamente, la universidad cuenta con el Instituto de Proyección Regional y Educación a Distancia (IPRED), unidad académico-administrativa adscrita a la Rectoría. El IPRED coordina la oferta académica en modalidades virtuales y a distancia, y lidera la articulación institucional con las sedes regionales. Esta instancia promueve el desarrollo regional a través de propuestas formativas pertinentes y con proyección internacional, integrando tecnologías educativas y la participación activa de actores locales.

## Programas académicos
La UIS ofrece una amplia gama de programas de educación superior en distintos niveles formativos.

### Programas técnicos, tecnológicos y pregrados
En su sede principal, la UIS cuenta con 32 programas de pregrado presenciales.
| Facultad                    | Programa                                       | Duración     |
| --------------------------- | ---------------------------------------------- | ------------ |
| Ciencias                    | Biología                                       | 10 semestres |
| Ciencias                    | Física                                         | 9 semestres  |
| Ciencias                    | Licenciatura en Matemáticas                    | 9 semestres  |
| Ciencias                    | Matemáticas                                    | 8 semestres  |
| Ciencias                    | Química                                        | 10 semestres |
| Ingenierías Fisicomecánicas | Diseño Industrial                              | 10 semestres |
| Ingenierías Fisicomecánicas | Ingeniería Civil                               | 10 semestres |
| Ingenierías Fisicomecánicas | Ingeniería Eléctrica                           | 10 semestres |
| Ingenierías Fisicomecánicas | Ingeniería Electrónica                         | 10 semestres |
| Ingenierías Fisicomecánicas | Ingeniería Industrial                          | 10 semestres |
| Ingenierías Fisicomecánicas | Ingeniería Mecánica                            | 10 semestres |
| Ingenierías Fisicomecánicas | Ingeniería de Sistemas                         | 10 semestres |
| Ingenierías Fisicomecánicas | Ingeniería Biomédica                           | 8 semestres  |
| Ingenierías Fisicomecánicas | Ingeniería en Ciencia de Datos                 | 8 semestres  |
| Ingenierías Fisicoquímicas  | Geología                                       | 10 semestres |
| Ingenierías Fisicoquímicas  | Ingeniería Metalúrgica                         | 10 semestres |
| Ingenierías Fisicoquímicas  | Ingeniería de Petróleos                        | 10 semestres |
| Ingenierías Fisicoquímicas  | Ingeniería Química                             | 10 semestres |
| Ciencias Humanas            | Derecho                                        | 10 semestres |
| Ciencias Humanas            | Economía                                       | 10 semestres |
| Ciencias Humanas            | Filosofía                                      | 8 semestres  |
| Ciencias Humanas            | Historia y Archivística                        | 10 semestres |
| Ciencias Humanas            | Licenciatura en Educación Básica Primaria      | 9 semestres  |
| Ciencias Humanas            | Licenciatura en Literatura y Lengua Castellana | 10 semestres |
| Ciencias Humanas            | Licenciatura en Lenguas Extranjeras            | 10 semestres |
| Ciencias Humanas            | Licenciatura en Música                         | 10 semestres |
| Ciencias Humanas            | Trabajo Social                                 | 10 semestres |
| Salud                       | Enfermería                                     | 10 semestres |
| Salud                       | Fisioterapia                                   | 10 semestres |
| Salud                       | Medicina                                       | 12 semestres |
| Salud                       | Microbiología y Bioanálisis                    | 10 semestres |
| Salud                       | Nutrición y Dietética                          | 10 semestres |

Adicionalmente, la Facultad de Ciencias Humanas ofrece el programa "Técnica Profesional en Proyectos Culturales", modalidad presencial, con una duración de 4 semestres.
El Instituto de Proyección Regional y Educación a Distancia (IPRED) ofrece diversos programas en modalidades presencial, a distancia y virtual.
| Modalidad   | Programa                                        | Duración     |
| ----------- | ----------------------------------------------- | ------------ |
| A distancia | Administración Agroindustrial                   | 10 semestres |
| A distancia | Gestión Empresarial                             | 10 semestres |
| A distancia | Artes Plásticas                                 | 10 semestres |
| A distancia | Técnica Prof. en Producción Agropecuaria        | 4 semestres  |
| A distancia | Tecnología Agroindustrial                       | 6 semestres  |
| A distancia | Tecnología en Regencia de Farmacia              | 6 semestres  |
| A distancia | Tecnología en Gestión Judicial y Criminalística | 6 semestres  |
| Presencial  | Arquitectura                                    | 9 semestres  |
| Presencial  | Ingeniería de la Construcción                   | 8 semestres  |
| Presencial  | Ingeniería Forestal                             | 9 semestres  |
| Presencial  | Turismo                                         | 8 semestres  |
| Presencial  | Zootecnia                                       | 10 semestres |
| Virtual     | Tecnología Empresarial                          | 6 semestres  |

Además, las cuatro sedes regionales ofrecen los primeros semestres de los siguientes programas de pregrado, siempre que los estudiantes hayan aprobado un curso introductorio y sean seleccionados según la oferta de cupos disponible para cada carrera. A partir del quinto semestre, los estudiantes deben trasladarse a la sede principal para completar sus estudios.
| Sede / Programa | Ingeniería Civil | Ingeniería Eléctrica | Ingeniería Electrónica | Ingeniería Industrial | Ingeniería Mecánica | Ingeniería de Sistemas | Ingeniería Química | Ingeniería Forestal |
| --------------- | ---------------- | -------------------- | ---------------------- | --------------------- | ------------------- | ---------------------- | ------------------ | ------------------- |
| Barrancabermeja | Sí               | Sí                   | Sí                     | Sí                    | Sí                  | Sí                     | Sí                 | No                  |
| Barbosa         | Sí               | Sí                   | Sí                     | Sí                    | Sí                  | Sí                     | Sí                 | No                  |
| Málaga          | Sí               | Sí                   | Sí                     | Sí                    | Sí                  | Sí                     | Sí                 | Sí                  |
| Socorro         | Sí               | Sí                   | Sí                     | Sí                    | Sí                  | Sí                     | Sí                 | No                  |

### Posgrado
La UIS ofrece una variada oferta de programas de posgrado, que incluye 12 especializaciones tecnológicas, 9 especializaciones médico-quirúrgicas, 7 programas profesionales, 25 maestrías de investigación, 15 maestrías de profundización y 12 doctorados.
Las especializaciones ofrecidas son:
| Facultad                    | Programa                                                          | Duración     |
| --------------------------- | ----------------------------------------------------------------- | ------------ |
| Ciencias                    | Especialización en Estadística                                    | 5 trimestres |
| Ciencias                    | Especialización en Química y Gestión Ambiental                    | 2 semestres  |
| Ingenierías Fisicomecánicas | Especialización en Gestión y Control de la Calidad                | 2 semestres  |
| Ingenierías Fisicomecánicas | Especialización en Evaluación y Gerencia de Proyectos             | 2 semestres  |
| Ingenierías Fisicomecánicas | Especialización en Gerencia de Proyectos de Construcción          | 5 trimestres |
| Ingenierías Fisicomecánicas | Especialización en Sistemas de Distribución de Energía Eléctrica  | 3 trimestres |
| Ingenierías Fisicomecánicas | Especialización en Ingeniería de Refrigeración y Climatización    | 4 trimestres |
| Ingenierías Fisicomecánicas | Especialización Tecnológica en Desarrollo de Producto             | 3 semestres  |
| Ingenierías Fisicomecánicas | Especialización en Gerencia de la Seguridad y Salud en el Trabajo | 2 semestres  |
| Ingenierías Fisicomecánicas | Especialización en Estructuras                                    | 4 trimestres |
| Ingenierías Fisicomecánicas | Especialización en Telecomunicaciones                             | 3 trimestres |
| Ingenierías Fisicomecánicas | Especialización en Gerencia de Mantenimiento                      | 4 trimestres |
| Ingenierías Fisicomecánicas | Especialización en Ingeniería Automotriz                          | 4 trimestres |
| Ingenierías Fisicoquímicas  | Especialización en Gerencia de Hidrocarburos                      | 2 semestres  |
| Ingenierías Fisicoquímicas  | Especialización en Producción de Hidrocarburos                    | 2 semestres  |
| Ingenierías Fisicoquímicas  | Especialización en Ingeniería del Gas                             | 2 semestres  |
| Ingenierías Fisicoquímicas  | Especialización en Ingeniería de Yacimientos                      | 2 semestres  |
| Salud                       | Especialización en Atención de Enfermería en Cuidado Crítico      | 2 semestres  |
| Salud                       | Especialización en Administración en Servicios de Salud           | 2 semestres  |

Las especializaciones médico-quirúrgicas son:
| Facultad | Programa                                                       | Duración |
| -------- | -------------------------------------------------------------- | -------- |
| Salud    | Especialización en Anestesiología y Reanimación                | 3 años   |
| Salud    | Especialización en Cirugía Plástica: Reconstructiva y Estética | 4 años   |
| Salud    | Especialización en Medicina Interna                            | 3 años   |
| Salud    | Especialización en Ortopedia y Traumatología                   | 4 años   |
| Salud    | Especialización en Pediatría                                   | 3 años   |
| Salud    | Especialización en Cirugía General                             | 4 años   |
| Salud    | Especialización en Ginecología y Obstetricia                   | 3 años   |
| Salud    | Especialización en Oftalmología                                | 4 años   |
| Salud    | Especialización en Patología                                   | 3 años   |

Las maestrías son:
| Facultad                    | Programa                                                            | Duración    | Tipo           |
| --------------------------- | ------------------------------------------------------------------- | ----------- | -------------- |
| Ciencias                    | Maestría en Biología                                                | 4 semestres | Investigación  |
| Ciencias                    | Maestría en Física                                                  | 4 semestres | Investigación  |
| Ciencias                    | Maestría en Matemáticas                                             | 4 semestres | Investigación  |
| Ciencias                    | Maestría en Química                                                 | 4 semestres | Investigación  |
| Ciencias                    | Maestría en Geofísica                                               | 4 semestres | Investigación  |
| Ciencias                    | Maestría en Matemática Aplicada                                     | 4 semestres | Investigación  |
| Ciencias                    | Maestría en Educación Matemática                                    | 4 semestres | Investigación  |
| Ingenierías Fisicomecánicas | Maestría en Innovación y Diseño                                     | 4 semestres | Investigación  |
| Ingenierías Fisicomecánicas | Maestría en Gerencia de Negocios - MBA                              | 3 semestres | Profundización |
| Ingenierías Fisicomecánicas | Maestría en Gerencia de la Seguridad y Salud en el Trabajo          | 4 semestres | Profundización |
| Ingenierías Fisicomecánicas | Maestría en Ingeniería Civil                                        | 4 semestres | Investigación  |
| Ingenierías Fisicomecánicas | Maestría en Ingeniería de Recursos Hídricos y Saneamiento Ambiental | 4 semestres | Profundización |
| Ingenierías Fisicomecánicas | Maestría en Ingeniería de Sistemas e Informática                    | 4 semestres | Investigación  |
| Ingenierías Fisicomecánicas | Maestría en Ingeniería Eléctrica                                    | 4 semestres | Investigación  |
| Ingenierías Fisicomecánicas | Maestría en Ingeniería Electrónica                                  | 4 semestres | Investigación  |
| Ingenierías Fisicomecánicas | Maestría en Ingeniería Mecánica                                     | 4 semestres | Investigación  |
| Ingenierías Fisicomecánicas | Maestría en Ingeniería Industrial                                   | 4 semestres | Investigación  |
| Ingenierías Fisicomecánicas | Maestría en Evaluación y Gerencia de Proyectos                      | 4 semestres | Profundización |
| Ingenierías Fisicomecánicas | Maestría en Geotecnia                                               | 4 semestres | Profundización |
| Ingenierías Fisicomecánicas | Maestría en Ingeniería Estructural                                  | 4 semestres | Profundización |
| Ingenierías Fisicomecánicas | Maestría en Gerencia de Mantenimiento                               | 4 semestres | Profundización |
| Ingenierías Fisicoquímicas  | Maestría en Geología                                                | 4 semestres | Investigación  |
| Ingenierías Fisicoquímicas  | Maestría en Ingeniería de Petróleos y Gas                           | 3 semestres | Profundización |
| Ingenierías Fisicoquímicas  | Maestría en Ingeniería Química                                      | 4 semestres | Investigación  |
| Ingenierías Fisicoquímicas  | Maestría en Ingeniería de Materiales                                | 4 semestres | Investigación  |
| Ingenierías Fisicoquímicas  | Maestría en Ingeniería de Hidrocarburos                             | 4 semestres | Investigación  |
| Ciencias Humanas            | Maestría en Economía y Desarrollo                                   | 4 semestres | Investigación  |
| Ciencias Humanas            | Maestría en Pedagogía                                               | 3 semestres | Profundización |
| Ciencias Humanas            | Maestría en Historia                                                | 4 semestres | Investigación  |
| Ciencias Humanas            | Maestría en Intervención Social                                     | 4 semestres | Profundización |
| Ciencias Humanas            | Maestría en Semiótica                                               | 4 semestres | Investigación  |
| Ciencias Humanas            | Maestría en Derechos Humanos                                        | 4 semestres | Profundización |
| Ciencias Humanas            | Maestría en Gestión y Políticas Públicas                            | 4 semestres | Profundización |
| Ciencias Humanas            | Maestría en Filosofía                                               | 4 semestres | Profundización |
| Ciencias Humanas            | Maestría en Métodos y Técnicas de Investigación Social              | 4 semestres | Profundización |
| Ciencias Humanas            | Maestría en Didáctica de la Lengua                                  | 4 semestres | Profundización |
| Ciencias Humanas            | Maestría en Desarrollo del Talento Deportivo                        | 3 semestres | Profundización |
| Ciencias Humanas            | Maestría en Desarrollo del Talento Deportivo                        | 4 semestres | Investigación  |
| Ciencias Humanas            | Maestría en Informática para la Educación                           | 4 semestres | Profundización |
| Salud                       | Maestría en Fisioterapia                                            | 4 semestres | Investigación  |
| Salud                       | Maestría en Epidemiología                                           | 4 semestres | Investigación  |
| Salud                       | Maestría en Microbiología                                           | 4 semestres | Investigación  |
| Salud                       | Maestría en Ciencias Básicas Biomédicas                             | 4 semestres | Investigación  |
| IPRED                       | Maestría en Informática para la Educación                           | 4 semestres | Profundización |

Los doctorados son:
| Facultad                    | Programa                                   | Duración    |
| --------------------------- | ------------------------------------------ | ----------- |
| Ciencias                    | Doctorado en Física                        | 8 semestres |
| Ciencias                    | Doctorado en Ciencias Biológicas           | 8 semestres |
| Ciencias                    | Doctorado en Química                       | 8 semestres |
| Ingenierías Fisicomecánicas | Doctorado en Ciencias de la Computación    | 8 semestres |
| Ingenierías Fisicomecánicas | Doctorado en Ingeniería                    | 8 semestres |
| Ingenierías Fisicomecánicas | Doctorado en Ingeniería Mecánica           | 8 semestres |
| Ingenierías Fisicoquímicas  | Doctorado en Ingeniería de Materiales      | 8 semestres |
| Ingenierías Fisicoquímicas  | Doctorado en Ciencia del Sistema Terrestre | 8 semestres |
| Ingenierías Fisicoquímicas  | Doctorado en Ingeniería Química            | 8 semestres |
| Ciencias Humanas            | Doctorado en Filosofía                     | 6 semestres |
| Ciencias Humanas            | Doctorado en Historia                      | 6 semestres |
| Ciencias Humanas            | Doctorado en Ciencias Sociales y Humanas   | 8 semestres |
| Ciencias Humanas            | Doctorado en Educación, Cultura y Sociedad | 8 semestres |
| Salud                       | Doctorado en Ciencias Biomédicas           | 8 semestres |

## Sedes

### Sede principal

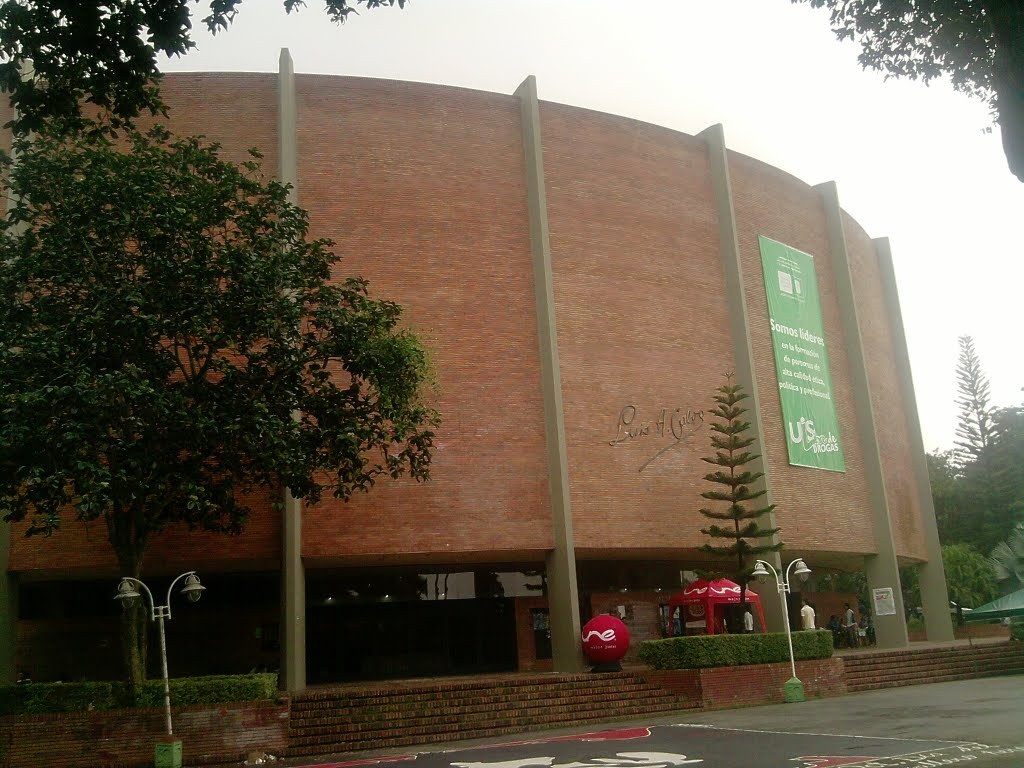
Auditorio Luis A. Calvo

La sede principal de la Universidad Industrial de Santander (UIS) está ubicada al norte de Bucaramanga, en la carrera 27 con calle 9. Este campus alberga las facultades de Ingenierías, Ciencias y Humanidades, además de dependencias clave como el Bienestar Universitario, la Dirección General de Investigaciones, la Biblioteca Central y las oficinas administrativas. También cuenta con numerosos centros de investigación, el Centro de Tecnologías de Información y Comunicación (CENTIC), auditorios, talleres, laboratorios, museos, canchas deportivas y amplias zonas verdes.
Entre sus instalaciones se destaca el auditorio Luis A. Calvo, considerado un emblema institucional. Fue inaugurado el 7 de mayo de 1982 en homenaje al compositor santandereano Luis Antonio Calvo. Diseñado con dos niveles (platea y balcón) y especificaciones acústicas de alta calidad, dispone de un sistema técnico avanzado para diversas presentaciones escénicas. Es el principal espacio cultural de la universidad y cuenta con un amplio escenario, cuatro camerinos, y modernos sistemas de sonido e iluminación.
Otros espacios representativos del campus son el auditorio al aire libre José Antonio Galán (popularmente conocido como «La Gallera» o «El Teatrino»), las salas de exposiciones Rafael Prada Ardila y Gustavo Gómez Ardila, y el auditorio Jorge Zalamea.

### Sedes del área metropolitana
Además de su campus principal, la UIS posee varias sedes en el área metropolitana de Bucaramanga, las cuales complementan su oferta académica y de extensión.

#### Mesón de los Búcaros
Ubicada en la avenida Quebrada Seca n.º 28-49, esta sede alberga la Escuela de Fisioterapia y sus respectivos consultorios. La edificación de cinco pisos incluye aulas, biblioteca, salón magistral con capacidad para 100 personas, centro de estudios, gimnasio, oficinas y laboratorios.

#### Facultad de Salud
Esta sede está localizada junto al Hospital Universitario de Santander, en la carrera 32 n.º 29-31. Acoge los programas de Medicina, Microbiología y Bioanálisis, Fisioterapia, Enfermería y Nutrición. También alberga el Instituto de Programas Interdisciplinarios en Atención Primaria de la Salud (PROINAPSA) y el Centro de Investigaciones en Enfermedades Tropicales (CINTROP). Dispone además de los auditorios Luis Carlos Galán Sarmiento y Fundadores, y del edificio Roberto Serpa Flores.
En 2025 fue inaugurado el Complejo Científico para la Investigación de las Ciencias de la Salud y la Vida, destinado a fortalecer la investigación en salud.

#### Sede Bucarica

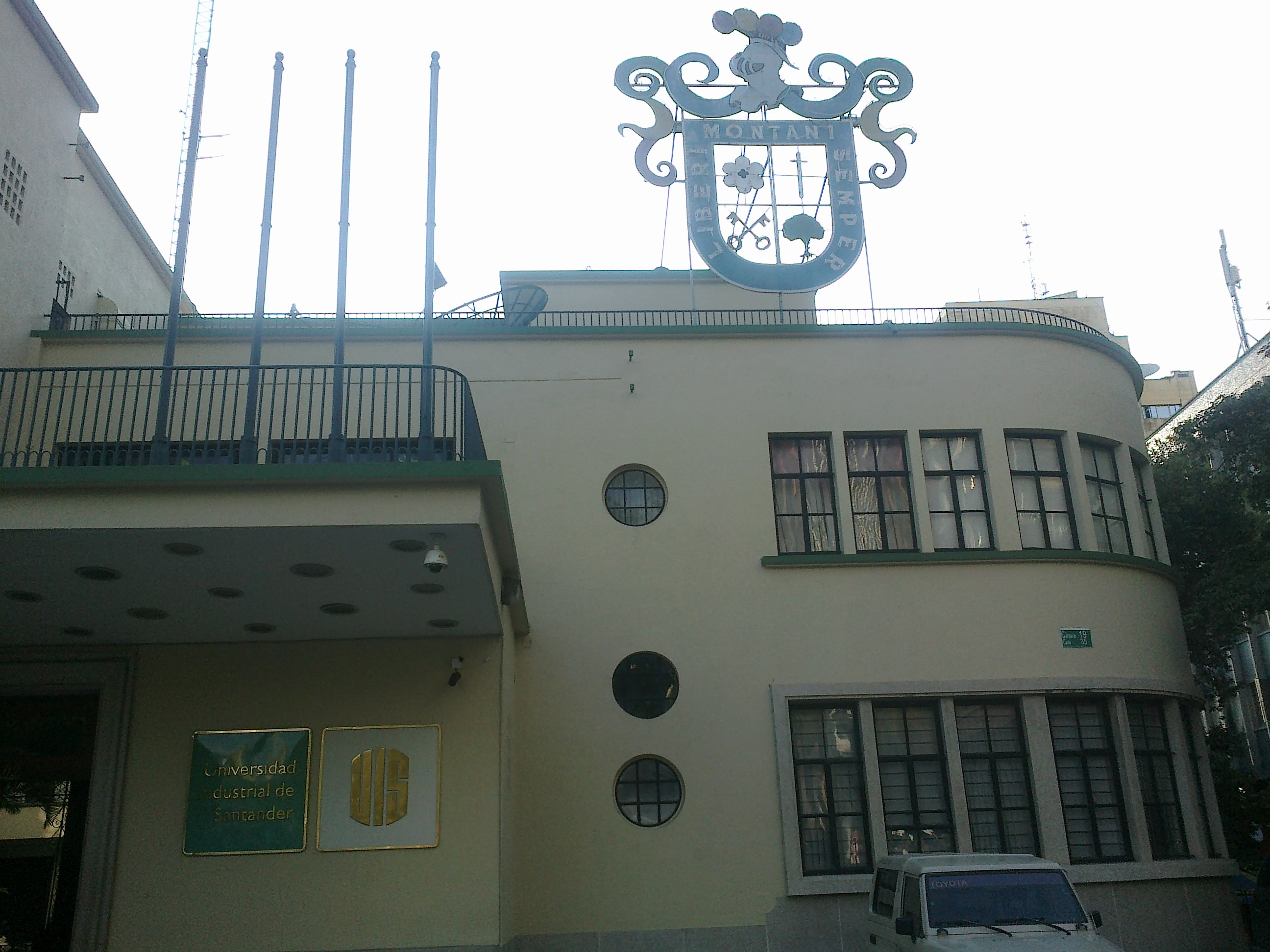
Edificio sede Bucarica

Ubicada en la carrera 19 n.º 35-02, esta sede ocupa el antiguo Hotel Bucarica, diseñado por el arquitecto español Germán Tejeiro de la Torre e inaugurado en 1945. La UIS adquirió el edificio en 1999 y lo convirtió en una sede empresarial y cultural. Actualmente alberga dependencias como la Dirección de Extensión, las emisoras UIS Estéreo y UIS AM, el Centro de Estudios Regionales, el Consultorio Jurídico y el Centro de Conciliación de la Escuela de Derecho y Ciencia Política.

#### Sede Guatiguará
Situada en el municipio de Piedecuesta, esta sede funciona como centro de innovación empresarial. Allí operan la Corporación para la Investigación de la Corrosión y diversos laboratorios especializados en biohidrometalurgia, reología, catálisis, plasma, caracterización de materiales y análisis térmico diferencial. También dispone de cultivos y una granja de apoyo para los programas de Tecnología Pecuaria y Tecnología Agrícola.

#### Sede Floridablanca
Ubicada en la carrera 5 con calle 5A, en el casco antiguo de Floridablanca, esta sede alberga el Instituto de Lenguas UIS, así como programas de Técnica Profesional en Ejecución de Proyectos Culturales y Creativos, e Ingeniería Biomédica.

### Sedes regionales
La UIS ha expandido su presencia regional desde 1977 mediante el Instituto de Educación a Distancia y la Dirección General de Regionalización. En 1992 se creó el Programa de Regionalización, y en 2008 ambas estructuras se unificaron en el Instituto de Proyección Regional y Educación a Distancia UIS.
En estas sedes se ofrecen los niveles introductorios y los primeros cuatro semestres de varias ingenierías, tras lo cual los estudiantes se trasladan a la sede principal en Bucaramanga para completar su formación.

#### Sede Barbosa
Inaugurada el 27 de diciembre de 1997, inicialmente ofrecía programas a distancia. En 2002 comenzó a impartir el nivel introductorio para ingenierías, y en 2008 se abrió una sede campestre de 11 hectáreas que amplió la oferta académica, incluyendo programas como Gestión Empresarial, Administración Agroindustrial y Tecnología Agroindustrial.

#### Sede Socorro

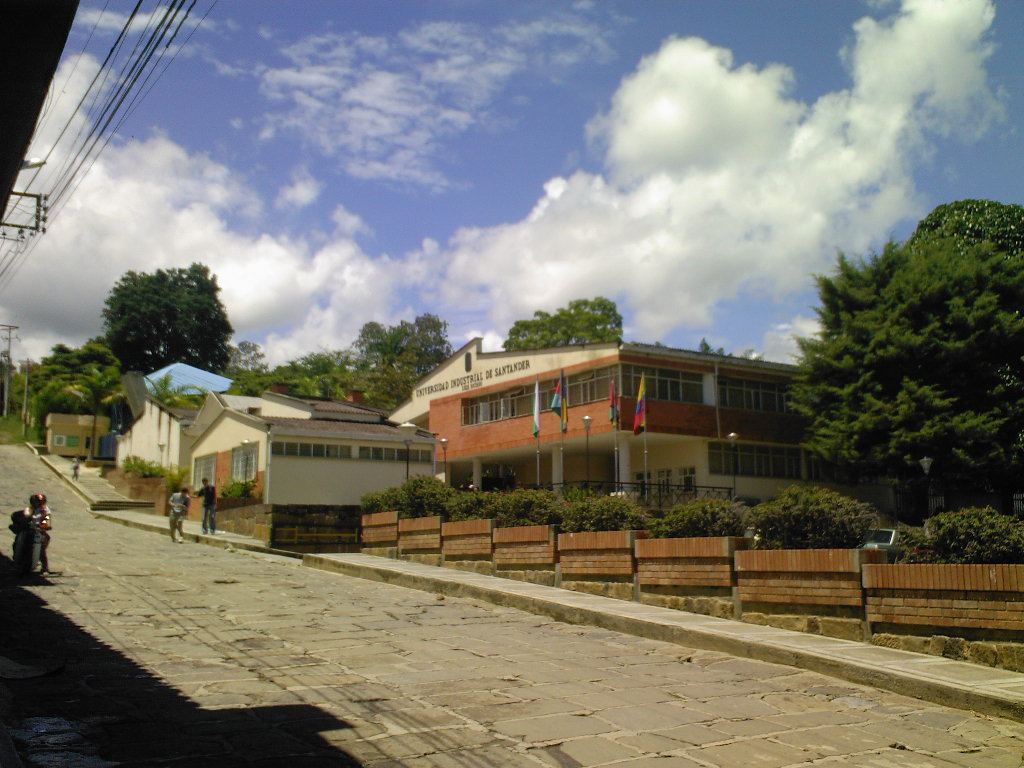
Sede Socorro

Esta sede inició labores el 4 de febrero de 1994 con 120 estudiantes en programas de las facultades de Ingenierías Físicomecánicas y Fisicoquímicas. Actualmente ofrece los primeros semestres de diversas ingenierías, así como programas tecnológicos y a distancia en áreas como Gestión Empresarial y Regencia en Farmacia.

#### Sede Barrancabermeja
Inició actividades académicas en agosto de 1997. Actualmente ofrece programas en ingeniería y tecnología, y alberga el Instituto de Educación a Distancia y el Instituto de Lenguas. También administra, en comodato, la biblioteca pública Alejandro Galvis Galvis, abierta tanto a la comunidad universitaria como al público general.

#### Sede Málaga
Establecida en 1996 como continuidad de la Fundación Universitaria de García Rovira, esta sede ofrece programas en Ingeniería Forestal, Zootecnia y Administración de Empresas Agropecuarias, además del nivel introductorio de varias ingenierías. Posteriormente, los estudiantes continúan sus estudios en Bucaramanga.

## Egresados notables
- Ricardo Lozano Picón, geólogo santandereano, fue director del IDEAM durante cinco años. En 2018, fue designado ministro de Ambiente y Desarrollo Sostenible de Colombia.[24]

- Hugo Serrano Gómez, ingeniero de petróleos y senador santandereano, ocupó su cargo en el Senado de la República de Colombia desde 1978 hasta su fallecimiento en 2010.[25][26]

- Fernando Vargas Mendoza, ingeniero de sistemas y alcalde de Bucaramanga (2008-2011). Es además fundador de la Universidad de Santander.

- Juan Carlos Cárdenas Rey, ingeniero civil y alcalde de Bucaramanga (2020-2024).

- Lily Andrea Rueda Guzmán, abogada y magistrada de la Jurisdicción Especial de Paz.[27]

- MD. Deyanira Corzo, médica especialista en pediatría y genetista clínica, santandereana, fue elegida como una de las «10 mujeres del mundo para admirar» por el Concejo Científico Británico «Mass High Tech» en 2007.[28]

- Alejo Vargas Velásquez, trabajador social santandereano, es el creador del Centro de Pensamiento y Seguimiento al Diálogo de Paz de la Universidad Nacional de Colombia.

- José Oswaldo Lezama Serrano, matemático y profesor de la Universidad Nacional de Colombia, fue galardonado con el Premio Nacional de Matemáticas en 2017.

## Galería

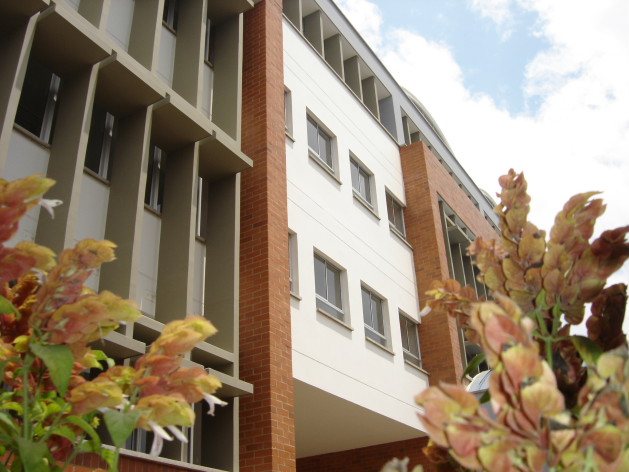
Vista frontal de la Facultad de Ciencias Humanas.
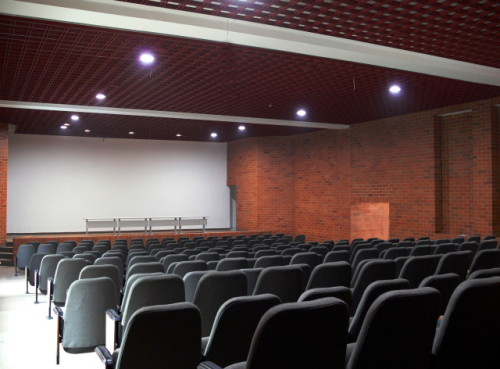
El Auditorio Ágora, ubicado en la Facultad de Ciencias Humanas.
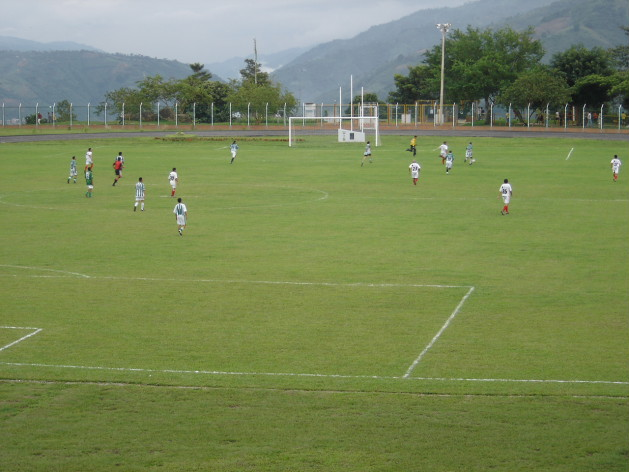
Campo de fútbol «1° de marzo».
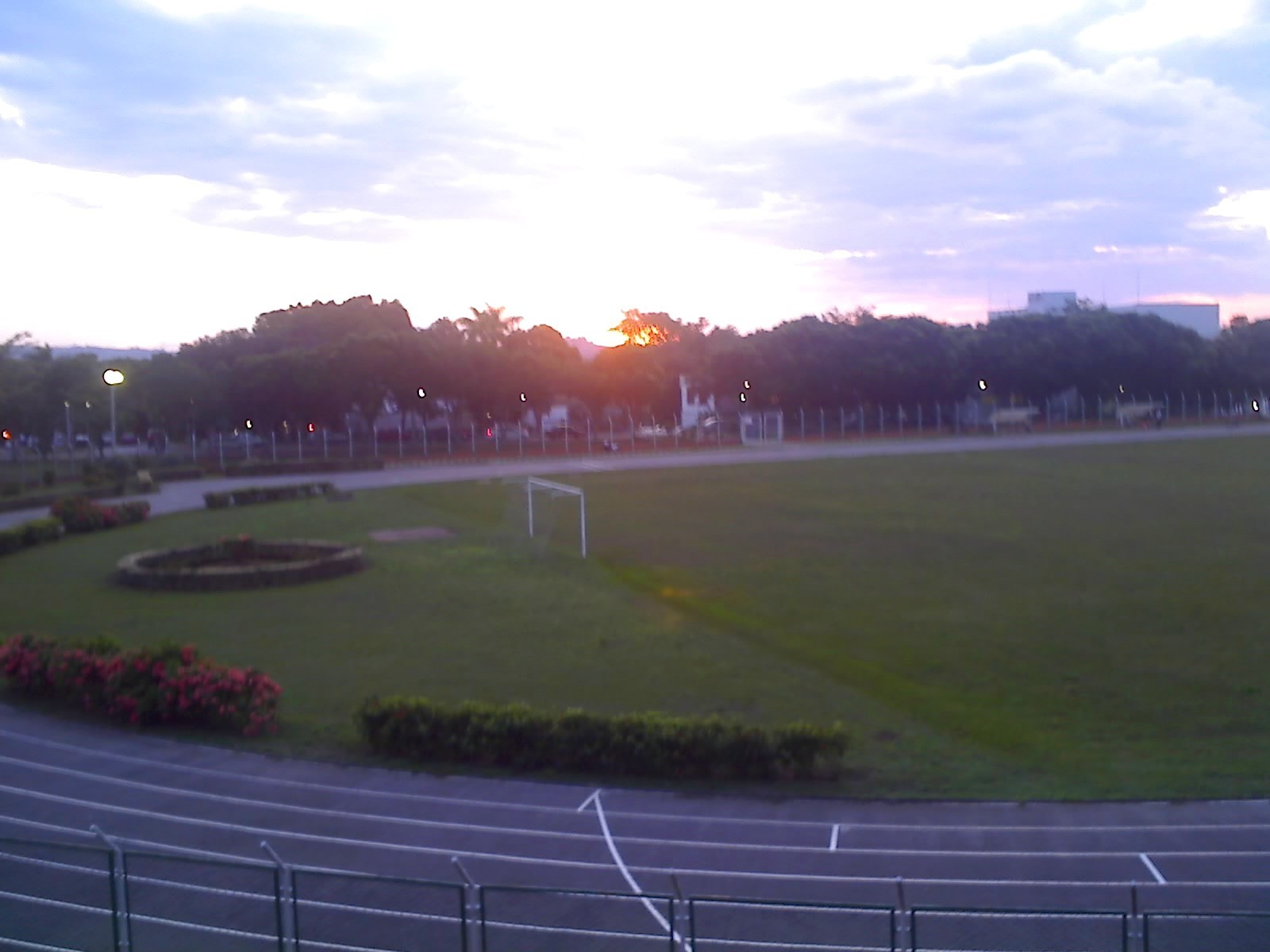
Vista del campo de fútbol «1° de marzo» y la pista atlética.
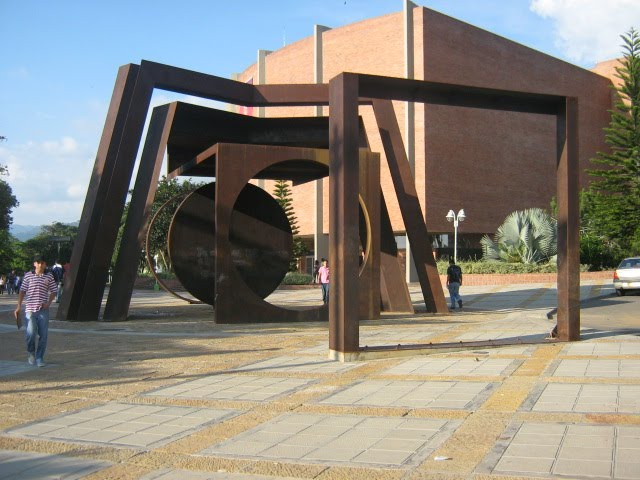
El monumento «Lección de Geometría» y el Auditorio Luis A. Calvo al fondo.